# Colombier (Côte-d’Or)
Colombier település Franciaországban, Côte-d’Or megyében. Lakosainak száma 66 fő (2022. január 1.). Colombier Crugey, Thorey-sur-Ouche és Chaudenay-la-Ville községekkel határos.

## Népesség
A település népességének változása:
| Lakosok száma | 64   | 45   | 45   | 55   | 49   | 58   | 64   | 70   | 68   | 66   |
|               | 1968 | 1982 | 1990 | 2006 | 2013 | 2015 | 2017 | 2019 | 2020 | 2022 |